# Piotr Nowakowski (strzelec)
Piotr Nowakowski (ur. 27 grudnia 1953) – polski strzelec specjalizujący się w skeecie, medalista mistrzostw świata.
Zawodnik klubu WKS „Wawel” Kraków, jego trenerem był Wiktor Szamrej. Jest dwukrotnym drużynowym medalistą mistrzostw świata. Pierwsze srebro zdobył na mistrzostwach świata w 1974 roku (wraz z Wiesławem Gawlikowskim, Jerzym Trzaskowskim i Hubertem Pawłowskim). Rok później ponownie został wicemistrzem (skład drużyny niemal taki sam – zamiast Pawłowskiego w ekipie znalazł się Andrzej Socharski). W 1976 roku wywalczył brąz w drużynie na mistrzostwach Europy (wraz z Gawlikowskim, Socharskim i Włodzimierzem Dankiem). 
W 1984 roku wystąpił w zawodach Przyjaźń-84, zajmując miejsce 14-15. W 1986 roku uplasował się na drugim miejscu w Pucharze Świata w Suhl. W tym samym roku był także czwarty na mistrzostwach Europy i szósty na mistrzostwach świata. W 1988 roku był rekordzistą Polski i jednym z zawodników, którzy byli objęci przygotowaniami do startu w igrzyskach olimpijskich. Ostatecznie jednak żaden z polskich zawodników strzelających z broni śrutowej nie dostał się na igrzyska (mimo wywalczonych przez Polskę dwóch miejsc na te zawody).
W 1987 został mistrzem Polski w skeecie.
W 1999 otrzymał tytuł honorowego członka Wawelu Kraków.